# Махавакья
Махавакьи (санскр. महावाक्य; IAST: Mahāvākya) — четыре «великих изречения» упанишад — священных текстов, являющихся основой веданты. Каждая махавакья ассоциируется с одной из четырёх Вед. Говорится, что в каждом из изречений ведантический мистицизм преподносит в сжатом виде основной смысл одной из Вед. Все четыре изречения традиционно трактуются в контексте единства индивидуального атмана с безличным Брахманом.
1. Прагьянам брахма — «сознание — Брахман» («Айтарея-упанишада» 3.3 «Ригведы»)
2. Аям атма брахма — «атман суть Брахман» («Мандукья-упанишад» 1.2 «Атхарваведы»)
3. Тат твам аси — «ты есть то» («Чхандогья-упанишада» 6.8.7 «Самаведы»)
4. Ахам брахмасми — «Я это Брахман» («Брихадараньяка-упанишада» 1.4.10 «Яджурведы»)